# Osceola (Iowa)
Osceola er en amerikansk by og administrativt centrum for det amerikanske county Clarke County, i staten Iowa. I 2000 havde byen et indbyggertal på 4.659.
41°2′3″N 93°46′6″V / 41.03417°N 93.76833°V